# Jean-Luc Fonck
Pour les articles homonymes, voir Fonck.
Jean-Luc Fonck, né le 9 mars 1957 à Arlon en Belgique, est un chanteur-poète humoristique belge.
Il est le chanteur et membre le plus connu du groupe Sttellla.

## Biographie

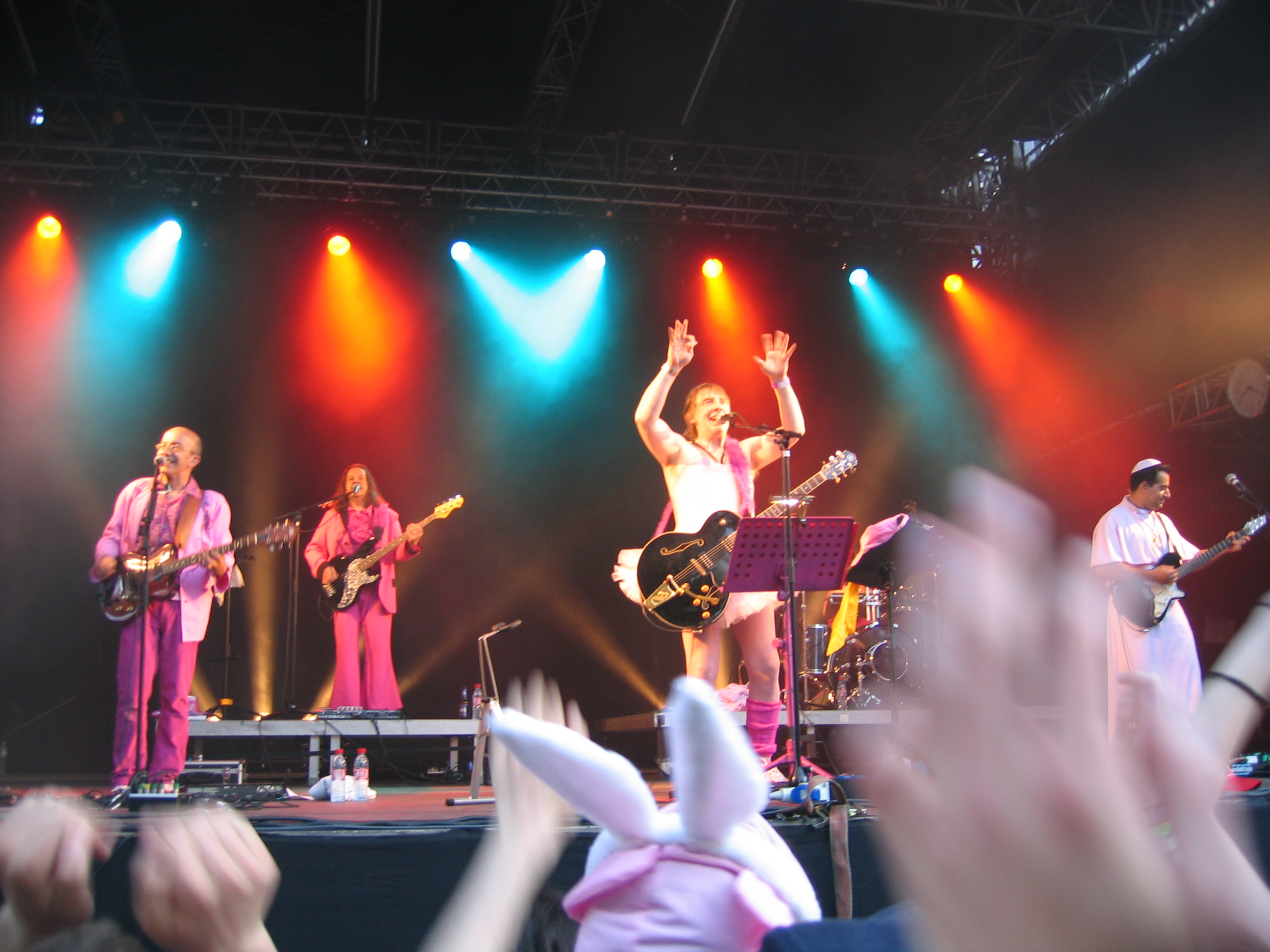
Jean-Luc Fonck sur scène avec son groupe Sttellla, en mai 2007 à Bruxelles.

Jean-Luc Fonck est le cadet d'une famille de trois enfants, il a deux sœurs. De père en fils, depuis le grand-père, on est boulanger chez les Fonck. Jean-Luc vit à Arlon jusqu'à l'âge de douze ans puis débarque à Bruxelles où il rencontre Mimi sur les bancs d'une école bruxelloise. Mimi et Jean-Luc font les quatre cents coups, elle pousse un peu la chansonnette et lui essaie tant bien que mal de jouer de la guitare.
« Tout a commencé par une blague, tout s'est poursuivi par une blague. Je ne savais ni chanter, ni lire une partition »[réf. souhaitée]. C'est en 1975 que Sttellla naît officiellement avec des potes de l'école (ils sont parfois neuf sur scène). « À nos débuts, on jouait pour une poignée de fans. À la fin, on donnait des concerts devant six mille personnes »[réf. souhaitée]. Il a acquis depuis une certaine maîtrise de l'art de l'humour par l'absurde.
C'est le contrat avec le label français « Boucherie Productions » qui fera de Sttellla une valeur sûre des festivals. Entre 1975 et 1993, le groupe donne plus de cinq cents concerts[réf. souhaitée] en Belgique, en France et au Québec.
Fin 1993, la rupture avec Mimi entraîne la fin de Sttellla sous forme de duo, et c'est en 1995 que Jean-Luc Fonck entame en Suisse sa première tournée en solo, puis plus tard accompagné d'un groupe, une tournée de deux ans et cent cinquante concerts qui ont réuni au total cent vingt mille personnes.
En 1996, Jean-Luc Fonck a permis la reformation du groupe belge Machiavel, lors des Francofolies de Spa (lors de l'événement « la fête à Jean-Luc Fonck de STTELLLA ») et conjointement à la sortie de leur Best-Of. En 1998, il participe au single Le bal des gueux d'Alec Mansion au profit de l’Opération Thermo, qui distribue des repas pour les sans-abri, dans les gares. Cette chanson est interprétée par trente-huit artistes et personnalités dont Toots Thielemans, Stéphane Steeman, Marylène, Armelle, Jacques Bredael, Lou, Alec Mansion, Muriel Dacq, les frères Taloche, Morgane, Nathalie Pâque, Frédéric Etherlinck, Richard Ruben, Christian Vidal, Marc Herman, Jeff Bodart, Jean-Luc Fonck, Benny B et Daddy K.

## L'écrivain
En 2003, Jean-Luc Fonck publie les Histoires à délire debout, chez Casterman, dans la collection « C'est pour offrir » dirigée par son ami Philippe Geluck. Ces histoires sont de petites nouvelles, empreintes de poésie et teintées d'un onirisme qui se veut évoquer le monde du dessinateur Fred. Il déclare dans une interview : « Je ne sais pas chanter. Avant que les gens ne s'en rendent compte, je vais me recycler dans un autre truc que je ne sais pas faire, écrire ».
En 2004 et en 2006 paraissent deux autres volumes des histoires à délire debout (Nouvelles histoires à délire debout et Histoires à délire debout, tome 3 : prochaines histoires à délire debout). Il signera également, en 2007, Le Contrat ; et, en janvier 2011, aux éditions Luc Pire, Histoires allumées
.
Jean-Luc Fonck fut également membre de l'équipe du Jeu des dictionnaires ainsi que de la défunte émission La Télé infernale.
Tous les vendredis, il a une chronique dans l'émission le 8/9 sur Vivacité, une radio de la RTBF.

## Filmographie
- 2004 : Madame Édouard de Nadine Monfils
- 2014 : Jacques a vu de Xavier Diskeuve

## Récompenses
- 2015 : Octave d'honneur aux Octaves de la musique[4]